# Амиров, Фазыл Файзрахманович
Фазыл Файзрахманович Амиров (26 января 1914, Бухара — 7 июля 1979, Ташкент) — узбекский советский учёный-медик, хирург, специалист топографической анатомии. Доктор медицинских наук (1960). Профессор (1961).Заслуженный деятель науки Узбекской ССР. Лауреат Государственной премии СССР (1974).

## Биография
В 1938 году окончил Ташкентский медицинский институт (ТашМИ). Участник Великой Отечественной войны.
В 1943 году работал ведущим хирургом эвакогоспиталя и был награждён орденом «Красная звезда».
С 1944 по 1946 год в должности ведущего хирурга армии участвовал в освобождении Венгрии и Румынии.
В 1945 году награждён орденом "Отечественной войны II-й степени, медалями «За оборону Сталинграда» и «За победу над Германией».
С 1947 по 1957 год работал заместителем декана лечебного и стоматологического факультетов.
С 1949 — кандидат наук. Диссертацию защищал на тему «К патогенезу открытого пневмоторакса и механизму действия вагосимпатической блокады при нём». Докторскую степень получил в 1959 г. (тема диссертации «Пластика дефектов и бронхов в эксперименте»).
В 1954 году награждён медалью «За трудовою доблесть». В 1956 году награждён Почетной грамотой Верховного Совета УзССР.
В 1970 году награждён медалью «За доблестный труд».
В 1971 году получил звание «Заслуженный деятель науки УзССР». В 1974 году присуждена Государственная премия СССР «За разработку реконструктивных операций па трахее и бронхах».
С 1966 по 1979 — заведующий кафедрой оперативной хирургии с топографической анатомией ТашМИ. Был председателем методической секции по оптимизации учебного процесса в институте, с 1959 по 1967 гг. — проректор по научной работе ТашМИ.
Участник международных научных конференциях в Лондоне (1959), Риме (1960), Берлине (1966).
Умер в Ташкенте в 1979 году. Похоронен на кладбище «Минор».

## Научная деятельность
Автор 143 научных работ, посвященных различным аспектам бронхологии, вопросам обезболивания при пластических операциях на трахее и бронхах, разработке реконструктивно-восстановительных операций на дыхательных путях.
Разработал методы восстановительных операций на дыхательных путях.
Фазыл Файзрахмановичем в 1962 году издана монография «Пластика трахеи и бронхов», которая способствовала широкому внедрению этих операций в хирургическую практику. Она получила высокую оценку академиков А. П. Бакулева, П. А. Куприянова, Б. В. Петровского, А. А. Вишневского, Л. К. Богуша, Е. Н. Мешалкина.
Более 30 раз выступал с докладами на Всесоюзных и Республиканских съездах и конференциях. Под его руководством защищено 6 докторских и 20 кандидатских диссертаций.

## Избранная библиография
- Аллопластика трахеи и бронхов (экспериментальное исследование), 1973
- Рентгеноанатомия брюшной полости и её органов, 1974
- Однолегочная вентиляция в наркозе, 1976
- Реконструктивные операции на трахее и бронхах, 1978
- Пластические операции на трахеи и бронхах, 1962

## Педагогическая деятельность
Педагог, подготовил 6 докторов и 2 кандидатов медицинских наук.

## Награды
- Орден Отечественной войны II степени,
- Орден Красной Звезды
- медали СССР
- Заслуженный деятель науки Узбекской ССР.
- Государственная премия СССР (1974) (за разработку и внедрение в клиническую практику хирургических операций на трахее и бронхах).